# Primavera in Anticipo (It Is My Song)
„Primavera in Anticipo (It Is My Song)” – utwór włoskiej piosenkarki Laury Pausini wraz z gościnnym udziałem brytyjskiego wokalisty Jamesa Blunta. Wydany został 2 stycznia 2009 roku przez wytwórnię płytową Atlantic Records jako drugi singel z dziewiątego albumu studyjnego Laury, zatytułowanego Primavera in anticipo. Twórcami tekstu utworu są Laura Pausini, Cheope, Danijel Vuletic oraz James Blunt, natomiast jego produkcją zajął się Dado Parisini. Do singla nakręcono także teledysk, a jego reżyserią zajął się Gaetano Morbioli. Teledysk i utwór znalazły się także na rozszerzonej wersji drugiego albumu studyjnego Blunta, zatytułowanego All the Lost Souls. „Primavera in Anticipo (It Is My Song)” notowany był na szczycie listy przebojów w Austrii.

## Pozycje na listach przebojów
| Kraj              | Lista (2009)   | Pozycja | Status      |
| ----------------- | -------------- | ------- | ----------- |
| Austria           | Singles Top 75 | 1       | złota płyta |
| Belgia (Wallonia) | Ultratop 50    | 23      | –           |
| Hiszpania         | Singles Top 50 | 21      | –           |
| Szwajcaria        | Singles Top 75 | 5       | złota płyta |
| Włochy            | Top 20 Singles | 5       | –           |